# Crnogorsko pitanje (knjiga, 1941.)
Crnogorsko pitanje je knjiga Savića Markovića Štedimlije, tiskana 1941. u Zagrebu u nakladi Crnogorskog nacionalnog komiteta.

Knjiga ima sljedeća poglavlja (orig. crnogorski):
- Crna Gora je 1918. bila okupirana od strane srbijanskih i francuskih četa. Srbijanska okupacija je trajala neprekidno do sloma Jugoslavije.

- Crna Gora postoji kao nezavisna država preko hiljadu godina. U Srednjem vijeku je bila proglašena Kraljevinom.

- Srbijanske okupatorske vlasti vrše "izbore" za "Veliku Narodnu Skupštinu", kojoj je zadatak da proglasi Crnu Goru prisajedinjenom Srbiji. Za to vrijeme većina crnogorskih prvaka nalazila se internirana u inozemstvu.

- Saveznici priznaju okupaciju Crne Gore. Francuska u ime njih garantira poštovanje suvereniteta kralja Nikole.

- Fransucka povlači svoje čete i preoušta vlast četama SHS. Narodni ustanak protiv okupatora. Režim okupatorske strahovlade.

- Organizacija četa "Ujedinjenje i sloboda".

- Oružjem i ognjem ustanička borba djelomično se legalizira u novoosnovanoj Crnogorskoj stranci. Vođstvo narodne borbe preuzima ministar dr. Sekula Drljević.